# Potentilla candicans
Potentilla candicans es una especie de planta perenne herbácea de la familia Rosaceae.

## Descripción
Es una planta herbácea que alcanza un tamaño de  5 a 30 cm de altura, con los tallos blancos sedosos. Las hojas salen en los tallos al ras de la tierra, divididas en cuatro a seis pares de hojitas lineares. Las flores son amarillas y dispuestas en grupos. Los frutos son secos, parecidos a las fresas.

## Distribución y hábitat
Originaria de América, se encuentra en climas cálidos, semicálidos, semisecos y templados entre los 1000 y los 3000 m s. n. m., asociada a bosques tropicales caducifolios y subcaducifolios, bosque espinoso, bosque mesófilo de montaña, bosques de encino y de pino.

## Propiedades
En el Estado de Hidalgo y en Tlaxcala, se usa contra la tos. Además, se le utiliza en padecimientos propios de la mujer, como hemorragias vaginales, dolor de cintura, en el puerperio, en casos de enfriamiento producido por el parto. En este último, el tratamiento consiste en aplicar vapores vaginales a partir de una cocción de la planta completa junto con tlaxcal (Juniperus deppeana), a la mañana siguiente se da de beber un preparado hecho con damería, cáscara de encino (Quercus sp.) y cáscara de nuez (Carya illinoensis), endulzado con piloncillo; esto debe hacerse terminada la menstruación, tres días seguidos.
Otras partes de la planta se emplean para ciertos trastornos, por ejemplo, la raíz hervida se usa en forma de tizana en caso de disentería y úlcera gástrica.
Historia
En el siglo XVI, Martín de la Cruz, relata que lava las vías urinarias.
Para el siglo XX, Maximino Martínez la reporta como antidiarreica. Y, la Sociedad Farmacéutica de México la señala como astringente.

## Taxonomía
Potentilla candicans fue descrita por Humb. & Bonpl. ex Nestl. y publicado en Monographia de Potentilla 34, t. 3, f. 2, t. 4, f. 2. 1816.
Etimología
Potentilla: nombre genérico que se refiere a las grandes propiedades medicinales que se le atribuyen a esta planta desde la antigüedad. De hecho, el nombre genérico (Potentilla) deriva de la palabra latina potens (= planta pequeña con potentes propiedades curativas) o portentum (= posibilidades prodigiosas desatadas por la planta). 
candicans: epíteto latino que significa "casi blanco".

## Nombre común
- Atlanchana, damería, hierba maestra, hierba maistra, itamo, ítamo real, manita de león, pata de león, suelda con suelda.